# Liste der Countys in Vermont

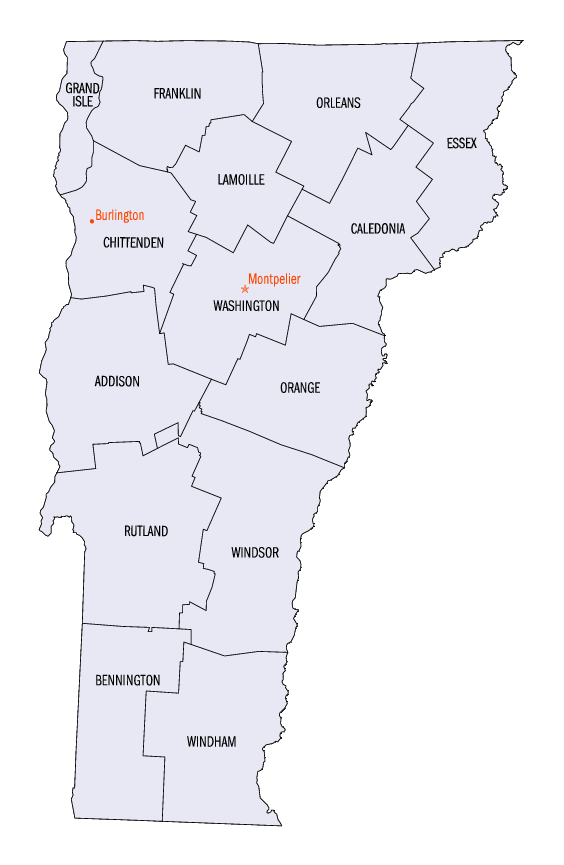
Countys in Vermont

Der US-Bundesstaat Vermont ist in 14 Countys unterteilt.
| County     | Einwohner 2010 | Verwaltungssitz       | Einwohner 2010 |
| ---------- | -------------- | --------------------- | -------------- |
| Addison    | 36.821         | Middlebury            | 8.496          |
| Bennington | 37.125         | Bennington Manchester | 15.764 4.391   |
| Caledonia  | 31.227         | St. Johnsbury         | 7.603          |
| Chittenden | 156.545        | Burlington            | 42.417         |
| Essex      | 6.306          | Guildhall             | 261            |
| Franklin   | 47.746         | St. Albans            | 6.918          |
| Grand Isle | 6.970          | North Hero            | 803            |
| Lamoille   | 24.475         | Hyde Park             | 2.954          |
| Orange     | 28.936         | Chelsea               | 1.238          |
| Orleans    | 27.231         | Newport               | 4.589          |
| Rutland    | 61.642         | Rutland               | 16.495         |
| Washington | 59.534         | Montpelier            | 7.855          |
| Windham    | 44.513         | Newfane               | 1.726          |
| Windsor    | 56.670         | Woodstock             | 3.048          |